# Міжштатна автомагістраль 5
Міжштатна автомагістраль 5 (Interstate 5, I-5) головна швидкісна автомагістраль системи міжштатних автомагістралей США на Західному узбережжі США, що в основному пролягає паралельно до Тихого океану та 101-му автошляху США вздовж берегової лінії від Мексики до Канади (Каліфорнія — Вашингтон). Проходить через найбільші міста західного узбережжя, такі як Сіетл, Портланд, Лос-Анджелес і Сан-Дієго та через столиці штатів: Сакраменто, Олімпія та Сейлем. Це єдина автомагістраль системи, що пролягає від кордону з Мексикою до кордону з Канадою.

## Опис маршруту

### Каліфорнія

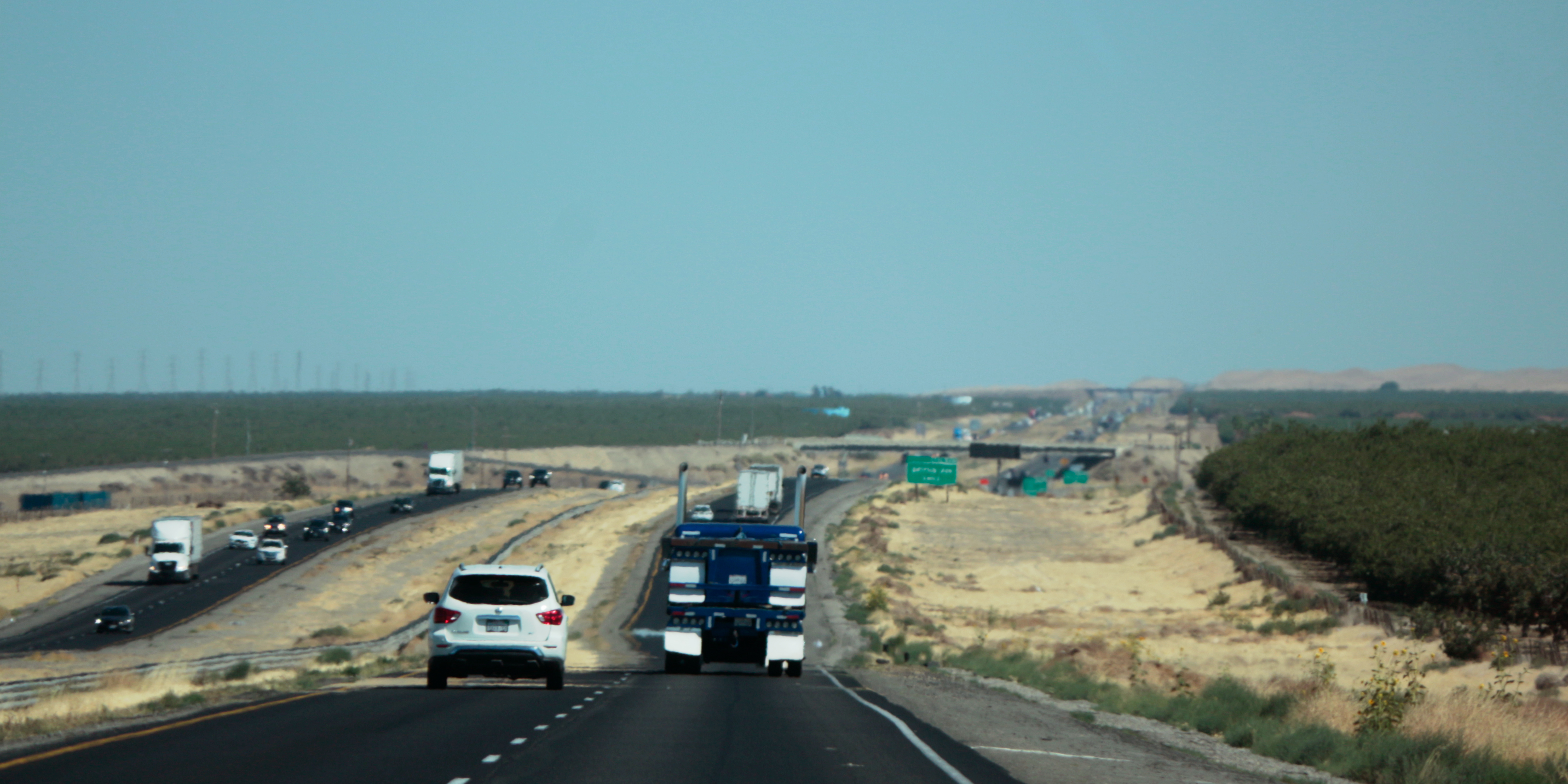
I-5 у Центральній долині, дивлячись на південь біля Деррік-авеню в окрузі Фресно.

Південна кінцева розв'язка I-5 знаходиться на кордоні Мексикою в порту в’їзду Сан-Ісідро, найбільш завантаженому наземному пункті перетину кордону в Західній півкулі; перетин обробляє в середньому 70 000 транспортних засобів і 20 000 пішоходів, що перетинають північний напрямок, і з'єднується з мексиканським федеральним шосе 1 в Тіхуані. Автомагістраль розділяється в районі Сан-Дієго Сан-Ісідро, з I-5, що їде на північний захід через Чула-Віста та Нешнл-Сіті на шосе Джона Дж. Монтгомері, а I-805 обслуговує східні райони. I-5 проходить уздовж берега затоки Сан-Дієго та перетинає державний шлях 15 (продовження I-15) біля військово-морської бази Сан-Дієго. Потім автомагістраль обходить центр Сан-Дієго та Міжнародний аеропорт Сан-Дієго, перш ніж досягти перехрестя з I-8.

### Орегон

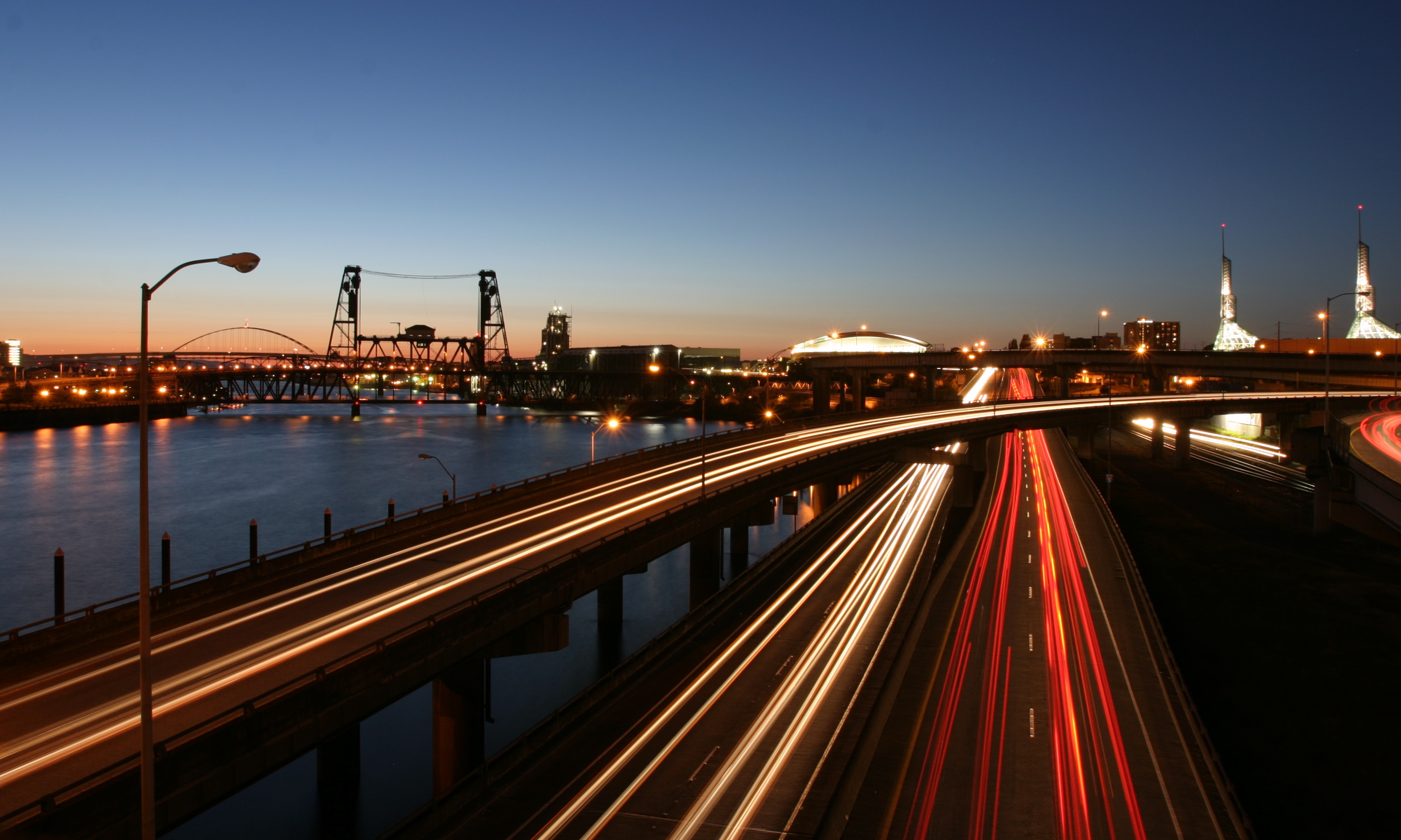
I-5 пролягає поруч із річкою Вілламетт і проходить повз Moda Center і Oregon Convention Center у центрі Портленда.

I-5 в’їжджає в Орегон біля вершини Сіскію, яка знаходиться на висоті 4310 футів (1310 м) і є найвищою точкою на шосе.[10][11] Від вершини I-5 спускається на 2300 футів (700 м) на 6 миль (9,7 км) з ухилом 6 відсотків, щоб досягти Долини Роуг [12]. Автомагістраль проходить через  Ешленд і Медфорд, паралельно Орегонській трасі 99, і повертає на захід, слідуючи річці Рог-Рівер до Грантс-Пасса, де перетинається з US 199. Потім I-5 повертає на північ і перетинає серію перевалів у горах Кламат до досягти долини Умпква, де тече річка Південна Умпква до Розбурга.

### Вашингтон

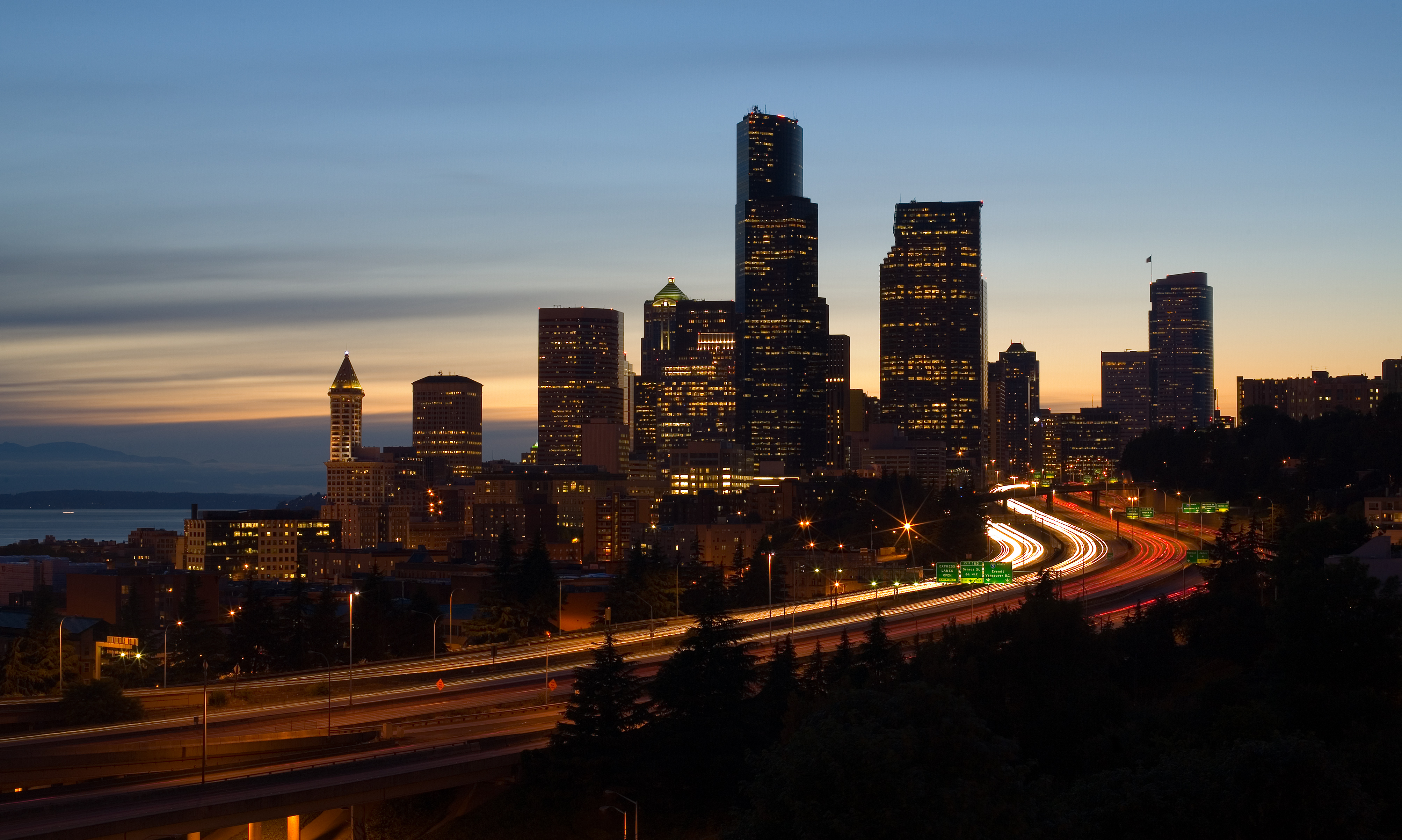
I-5, що проходить через центр Сіетла.

Шосе входить у Ванкувер на північному кінці Міждержавного мосту та одразу перетинає Шлях штату Вашингтон 14 біля Національного історичного пам’ятника Форт Ванкувер. Автомагістраль проходить поблизу центру Ванкувера і продовжується на північ через передмістя міста, перш ніж знову приєднатися до I-205 у Салмон-Крік. I-5 прямує на північ уздовж річки Колумбія до Келсо та Лонгв’ю, де переходить на течію річки Ковлитз між пагорбами Віллапа та передгір’ям Каскад. Потім автомагістраль повертає на північний захід, перетинаючи прерію та прилеглі міста Шегейліс і  Сентрейлія, паралельно з US 12.